# Кубань (Гулькевичский район)
Кубань — посёлок в Гулькевичском районе Краснодарского края России. Административный центр сельского поселения Кубань.

## География

### Улицы
| - пер. Кубанский, - ул. 40 лет Победы, - ул. 70 лет Октября, - ул. Больничная, - ул. Весёлая, - ул. Вечерняя, - ул. Дачная, - ул. Заводская, - ул. Заречная, - ул. Красная, | - ул. Кубанская, - ул. Луговая, - ул. Мира, - ул. Набережная, - ул. Первомайская, - ул. Подгорная, - ул. Почтовая, - ул. Рабочая, - ул. Садовая, - ул. Севастопольская, | - ул. Советская, - ул. Советской Армии, - ул. Специалистов, - ул. Спортивная, - ул. Средняя, - ул. Тихая, - ул. Школьная, - ул. Энтузиастов, - ул. Юбилейная, - ул. Южная. |

## Население
| 2002 | 2010  |
| ---- | ----- |
| 2535 | ↗2586 |

По данным переписи 2002 года, в национальной структуре населения посёлка преобладают русские (93 %).